# Château de Latsaga
Le château de Latsaga ou château de Laxague a été construit dans la seconde moitié du XIVe siècle sur le territoire de la commune de Ostabat-Asme, dans le département des Pyrénées-Atlantiques. Le château, construit par extension d'une maison forte du XIIIe siècle pour Pes de Laxague, ne jouait pas de rôle stratégique.
Les façades et les toitures du château sont protégés par inscription MH au 1er février 1988. Il est une propriété privée utilisée comme ferme équestre.

## Historique de la famille de Laxague

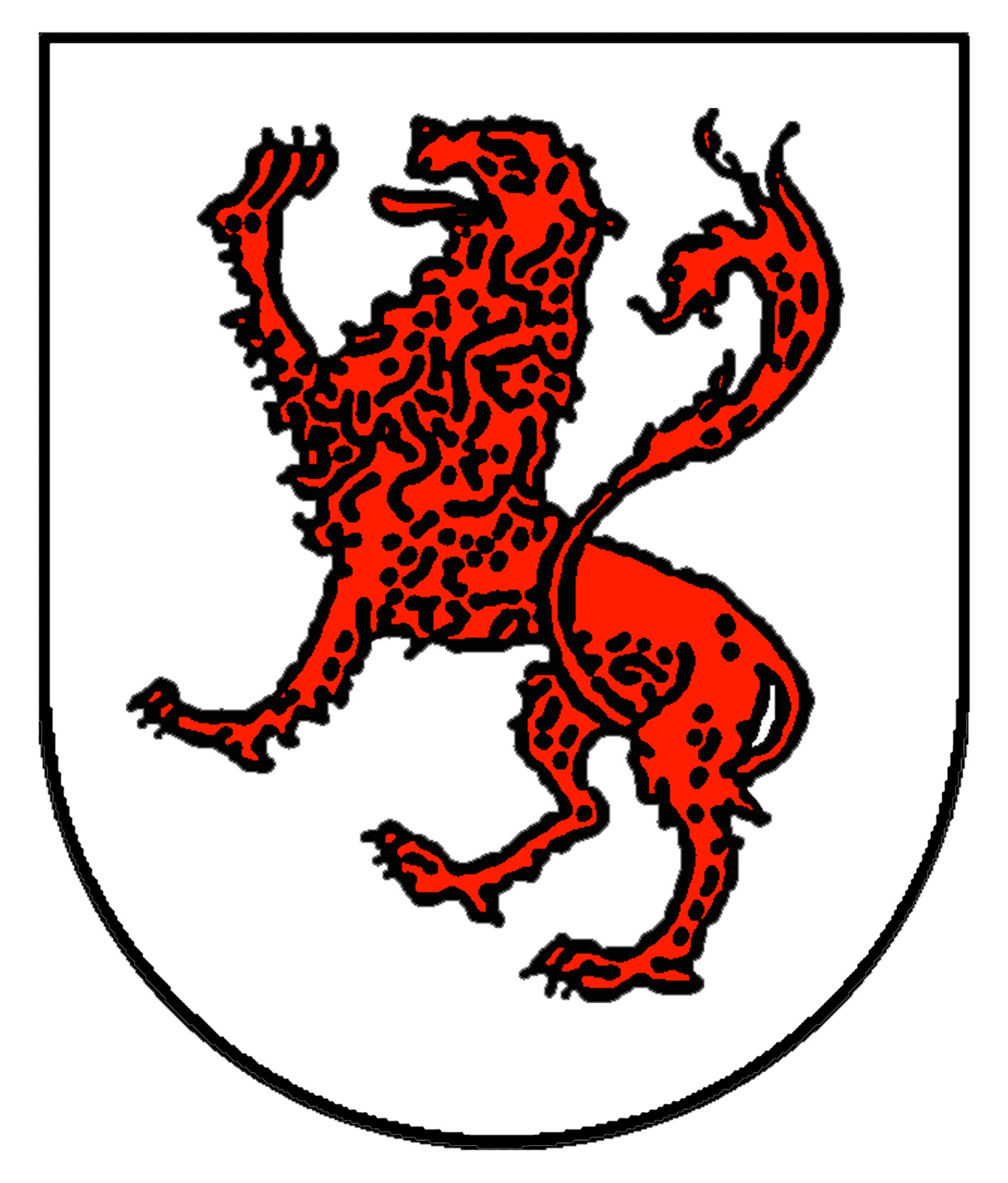
« D'argent au lion de sable »

Les plus anciens textes connus concernant les seigneurs de Laxague font référence à Bernard de Laxague en 1209.
Plus souvent cité est Pierre (Pées) de Laxague en 1247, 1249 et 1258,. Il accompagne Thibaut II de Navarre à la huitième croisade avec Louis IX en 1270,,.
On note la présence d'un autre Bernard, seigneur de Laxague dans une sentence arbitrale en 1294. Celui-ci entre en 1331 dans une ligue formée par Arnaud Loup II de Luxe contre Arnaud Guillaume de Gramont.
La construction du château est effectuée pour le compte de Pes (Pées, Pierres) de Laxague. L'ascendance de celui-ci est mal connue. Il apparaît comme très lié à Nicolas (Nicoláu) de Laxague, riche armateur et commerçant de Bayonne, marié à Aude de Viellote, de noblesse gasconne. Celui-ci est peut-être également un petit noble seigneur de Sumberraute entre autres domaines. Il assure le transport pour Charles II de Navarre, comte d'Évreux, de troupes vers ses possessions du Cotentin. Il est également créancier de celui-ci qui le fera huissier d'armes. Il meurt vers 1386. Pes de Laxague est peut-être son fils,,.
Pes naît vraisemblablement à Sumberraute en 1320 d'une mère cousine du roi de Navarre et est apanagé seigneur du lieu dès son enfance,. Il possèdera les seigneuries de Laxague, Labets, Irissarry, Gentein à Ordiarp et la maison Zabarotz d'Isturits,. La voie par laquelle il devient seigneur de Laxague n'est pas connue.
 En 1350 il se marie à une dame de la noblesse normande ou bretonne et a une fille qui épousera Guilhem Arnaud de Saint-Engrâce, seigneur d'Elicery à Lantabat. Il a peut-être également un fils, Beltrand, qui mourra avant son père,.
Il en entre au service de Charles II de Navarre et participe à la bataille de Cocherel où il est fait prisonnier en 1364.
 Il épouse en 1372 Johanna de Beaumont, fille illégitime de Louis de Navarre, frère du roi, et de Marie de Lizarazu ; les époux n'auront qu'une fille, Marie (Maria). Ce mariage lui assure les revenus des terres de Monreal, Miranda et Lerín.
 Il intervient  en Albanie lors de la prise de Durrës (en italien Durazzo, 1376) à la tête d'une compagnie de Navarre financée par lui-même, pour le compte de Louis de Navarre, duc de Durazzo, lequel meurt la même année à Naples.
 En 1379 il est envoyé au service de l'antipape Clément VII et participe à la campagne d'Italie et au massacre de Césène.
 Il participe également avec le futur Charles III de Navarre à la guerre menée par le roi de Castille au cours des campagnes de 1384 et 1385 contre Jean Ier (roi du Portugal).
 Il assure des ambassades auprès de Jean Ier de Castille (1387), auprès du roi de France Charles VI avec Martín de Zalba (1388-1389), et finalement auprès de Mathieu de Foix-Castelbon, vicomte de Béarn (1392).
 Il devient chevalier, ricombre puis chambellan de Charles III de Navarre en 1387 ou 1388. Il est rétribué par le roi par l'octroi des revenus d'Ostabarret en 1388,. Malade, il se retire en 1393 au château de Latsaga à Asme où il réside habituellement lorsqu'il n'est pas à la cour du roi à Pampelune, Olite ou Estella-Lizarra,.
 Il meurt le 29 mai 1393 à Latsaga. Le 15 novembre 1393 il est inhumé dans la chapelle liée à l'église Saint-Jean d'Asme,. Une messe est dite en l'église Saint-Saturnin de Pampelune en présence du roi.
À sa mort ses biens entreront dans le domaine du roi de Navarre qui, conformément aux dispositions testamentaires de Pes, cèdera le château de Latsaga à son neveu, ou petit-fils Bertran de Santa-Gracia (Bertrand de Saint-Engrâce) à Juxue, écuyer. Johanna de Beaumont, épouse de Pes, conserve pour moitié l'usufruit. Le nouveau châtelain Bertrand de Laxague est capitaine-châtelain de Saint-Jean-Pied-de-Port en 1394, chevallier et chambellan en 1396,,. Il sera tué par des partisans des Gramont peu avant 1432. Le château entre alors dans les biens royaux avant d'être attribué à Garcia de Laxague avant 1451.
On peut suivre les Laxague dans divers documents jusqu'au XVIIIe siècle, mais le château n'apparaît plus dès le XVIIe siècle. Il réapparaît dans des actes au XIXe siècle comme propriété agricole.

## Architecture

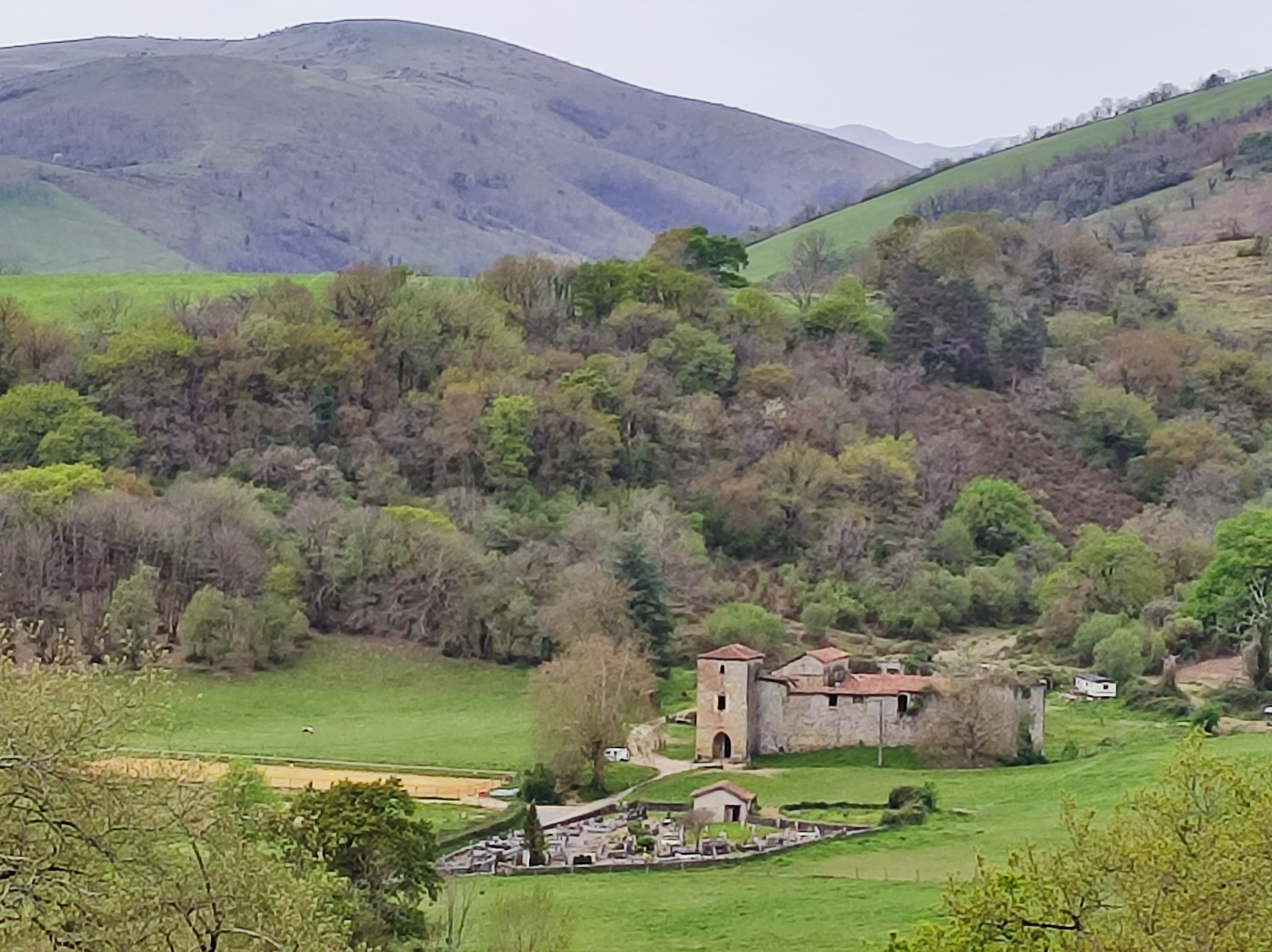
Château de Latsaga et cimetière de l'église Saint-Jean (site protégé[18]).
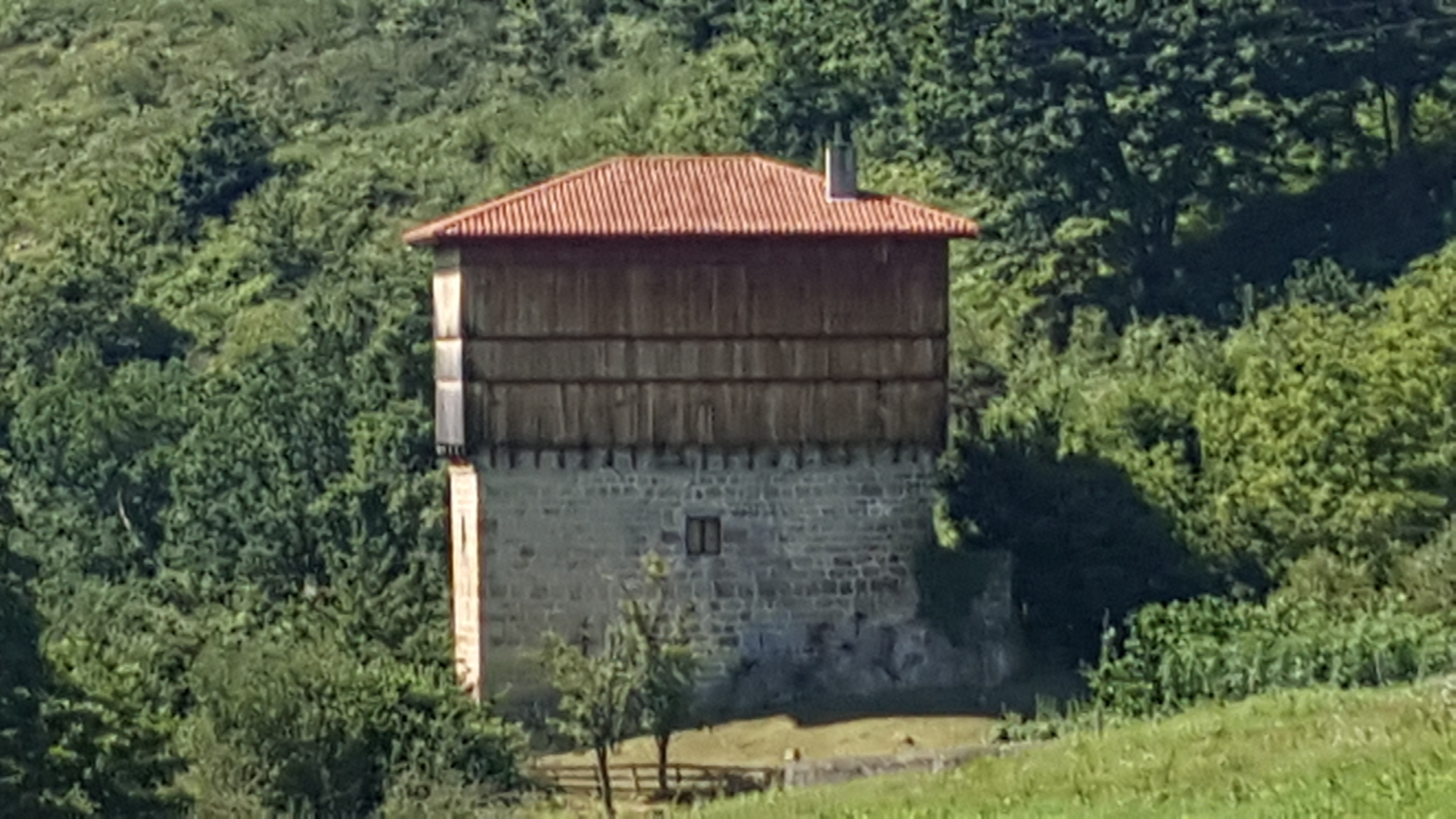
Exemple de maison-tour : maison Jaureguia à Donamaria.
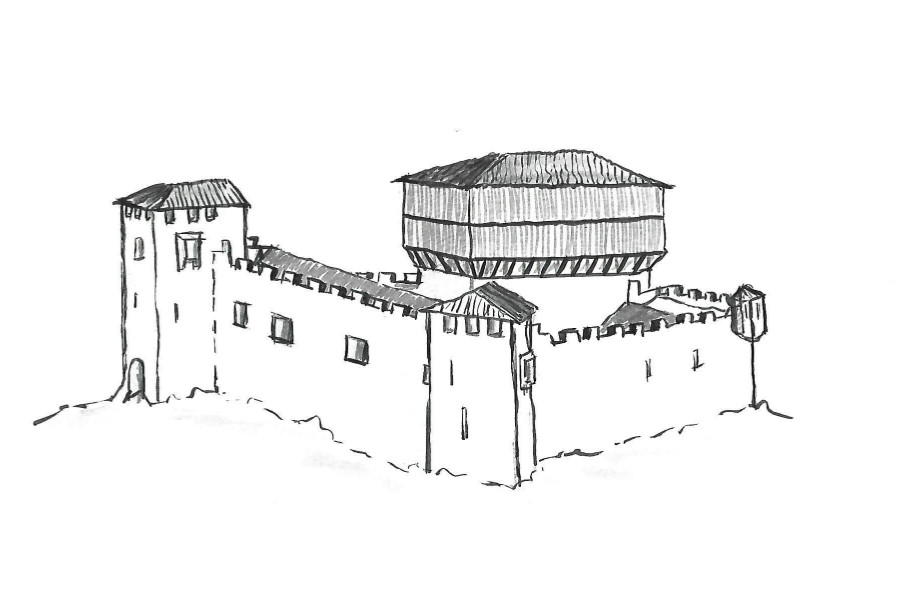
Restitution du château du XIVe siècle.
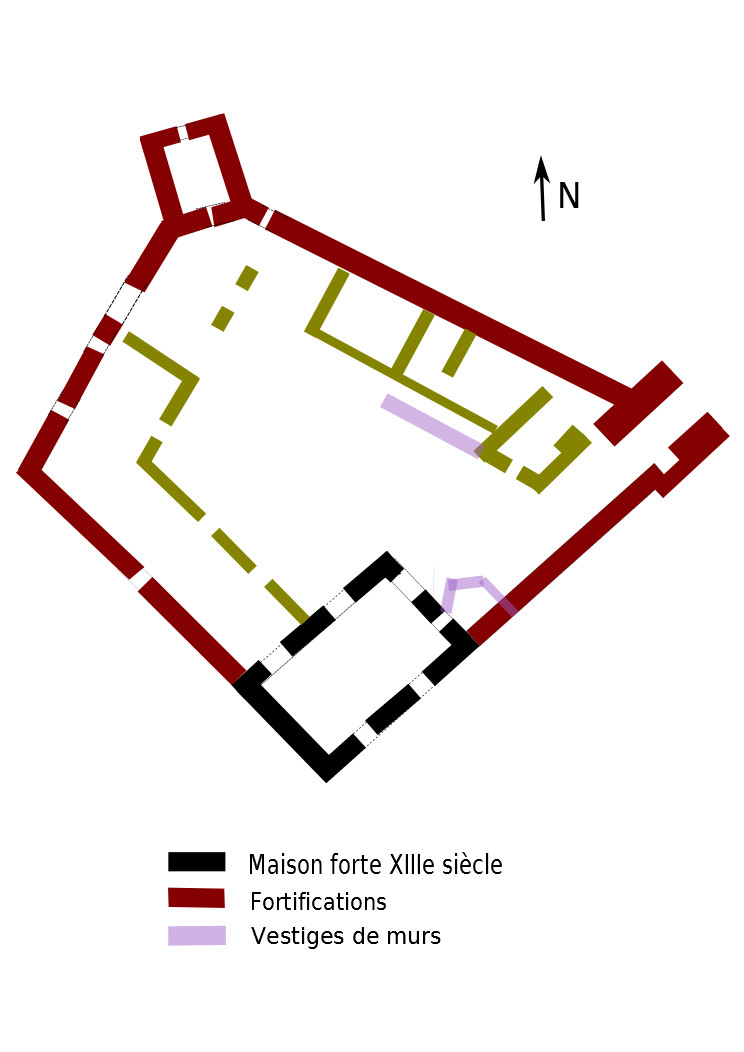
Plan du château.

Le château est construit dans la plaine de la Bidouze, en un lieu nommé Latsaga signifiant « lieu de cours d'eau ». Cet emplacement ne lui conférant aucun intérêt stratégique, on suppose  que sa construction résulte de la volonté des rois de Navarre d'avoir un vassal fidèle bien implanté dans une région marquée par les incessantes querelles seigneuriales entre Luxe et Gramont jusqu'à la paix (provisoire) imposée en 1385, matérialisée par la construction de la chapelle Saint-Antoire à Musculdy.
L'édifice est érigé vers le milieu du XIVe siècle à partir d'une maison forte datant du XIIIe siècle ou au plus tard du début du XIVe siècle. Elle est construite en moyen appareil de calcaire avec des murs de 1,45 m à la base qui comportent des ouvertures médiévales typiques : meurtrières, fentes de jour, fenêtres à meneaux, coussièges. La partie inférieure destinée au dépôts de marchandises n'était éclairée que par des fentes de jour. La corniche en partie haute permet de supposer un étage supérieur en bois, commun dans les maisons fortes de cette époque,. Les étages, dotés de fenêtres à meneau constituaient le logement et étaient accessibles par un escalier extérieur.
La construction du château adopte le modèle gascon ; en cela il est le seul en Basse-Navarre avec le château de Guiche. La maison forte devient un corps de logis du château. Un mur d'enceinte de 1,50 m d'épaisseur avec tour d'angle et échauguette, et une tour-porche dotée d'une herse sont construits,. La tour carrée comporte une salle circulaire voûtée percée de meurtrières. Il n'y avait pas de pont-levis et il n'y a pas de preuve d'existence de fossés. Les rainures d'encadrement de la herse et les trous de boulin permettant de fixer le mécanisme de fonctionnement sont visibles. Des logements étaient adossés au mur nord-est, lequel comportait de larges fenêtres dotées de barreaux. Ce bâtiment a été reconstruit ultérieurement. La partie sud-ouest reçoit des locaux pour le bétail.
Le château était proche de l'église Saint-Jean d'Asme, détruite au XIXe siècle, et dont subsiste le cimetière. Le cadastre de 1832 montre que l'église comportait un bâtiment accolé, sans doute la chapelle des Laxague. Un second bâtiment très proche était peut-être une benoîterie. La sépulture de Pes, taillée en 1394 par Guillem de Arnauchea et qui devait se trouver dans la chapelle, a disparu.
Vers la fin du XVe siècle ou au XVIe siècle l'ancienne maison forte est modifiée dans un souci de confort avec l'ouverture de fenêtres à meneaux et modification des planchers. Il reçoit une porte en anse de panier, encadrée de colonnettes et coiffée d'un tympan à arc en accolade. Des bâtiments sont créés ou refaits à l'intérieur de l'enceinte, adossés à celle-ci.
L'endroit est abandonné aux XVIIe et XVIIIe siècles. Le mur d'enceinte perd ses courtines à une date inconnue.
Au XIXe siècle il est utilisé comme exploitation agricole. Des ouvertures à encadrement de bois sont percées.
Actuellement la tour nord et l'échauguette sont partiellement ruinées. Des parements d'ouvertures ont disparu. Le bâtiment a fait l'objet de fouilles archéologiques en 2001 et 2002.

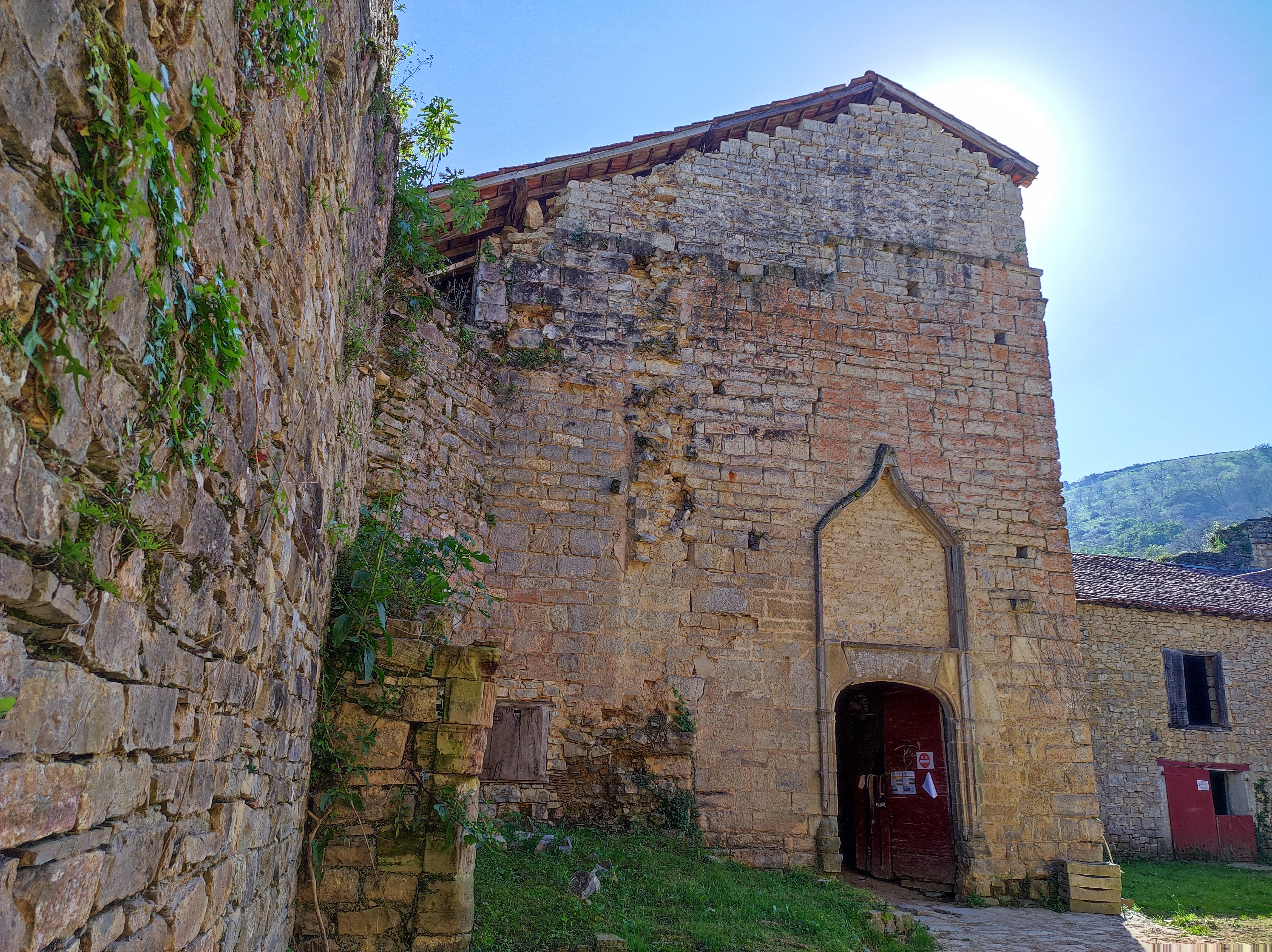
Maison forte du XIIIe siècle avec entrée renaissance. On remarque la corniche et les vestiges de l'escalier.
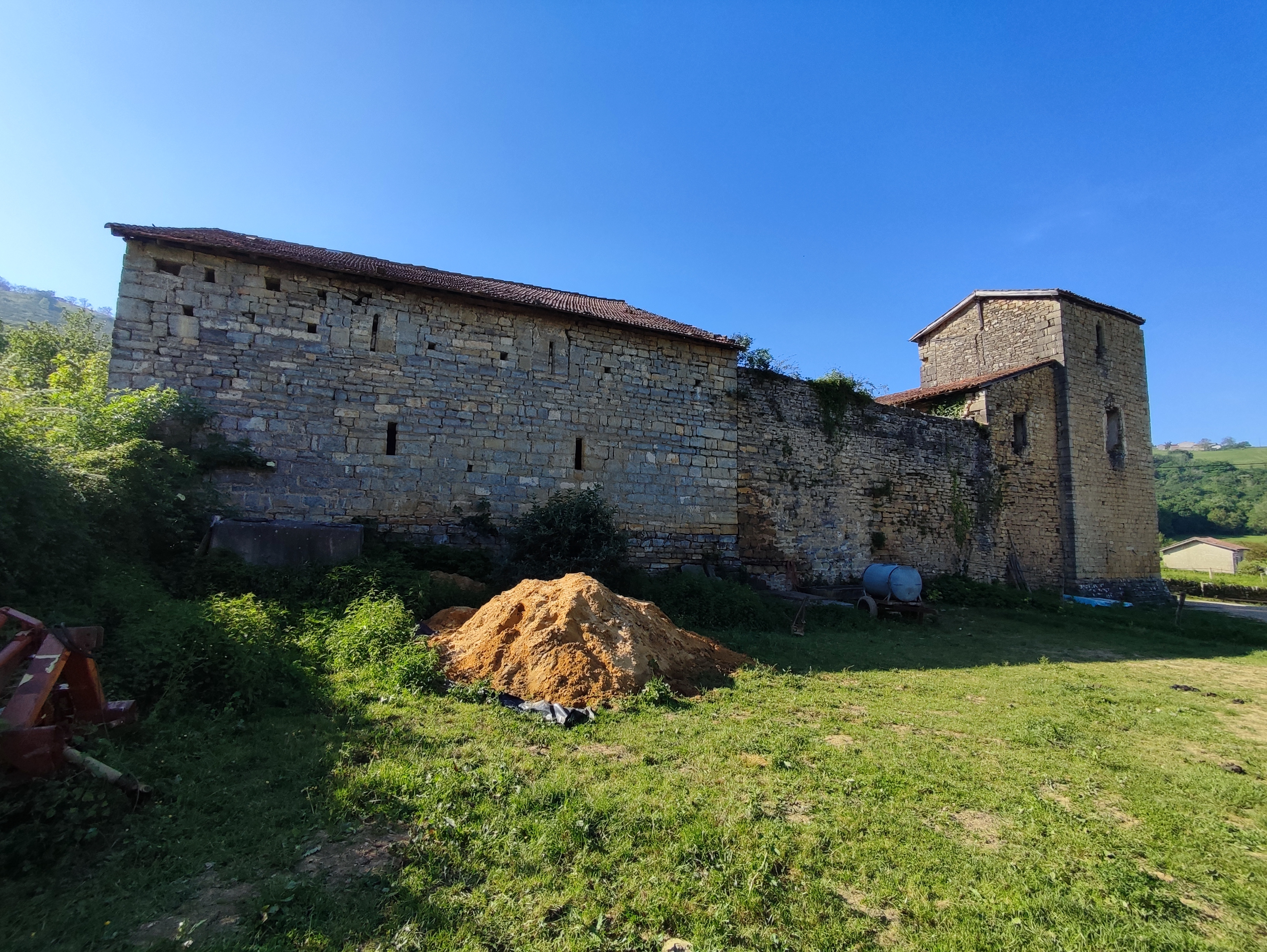
Vue sud-est : maison forte XIIIe siècle et tour-porche.
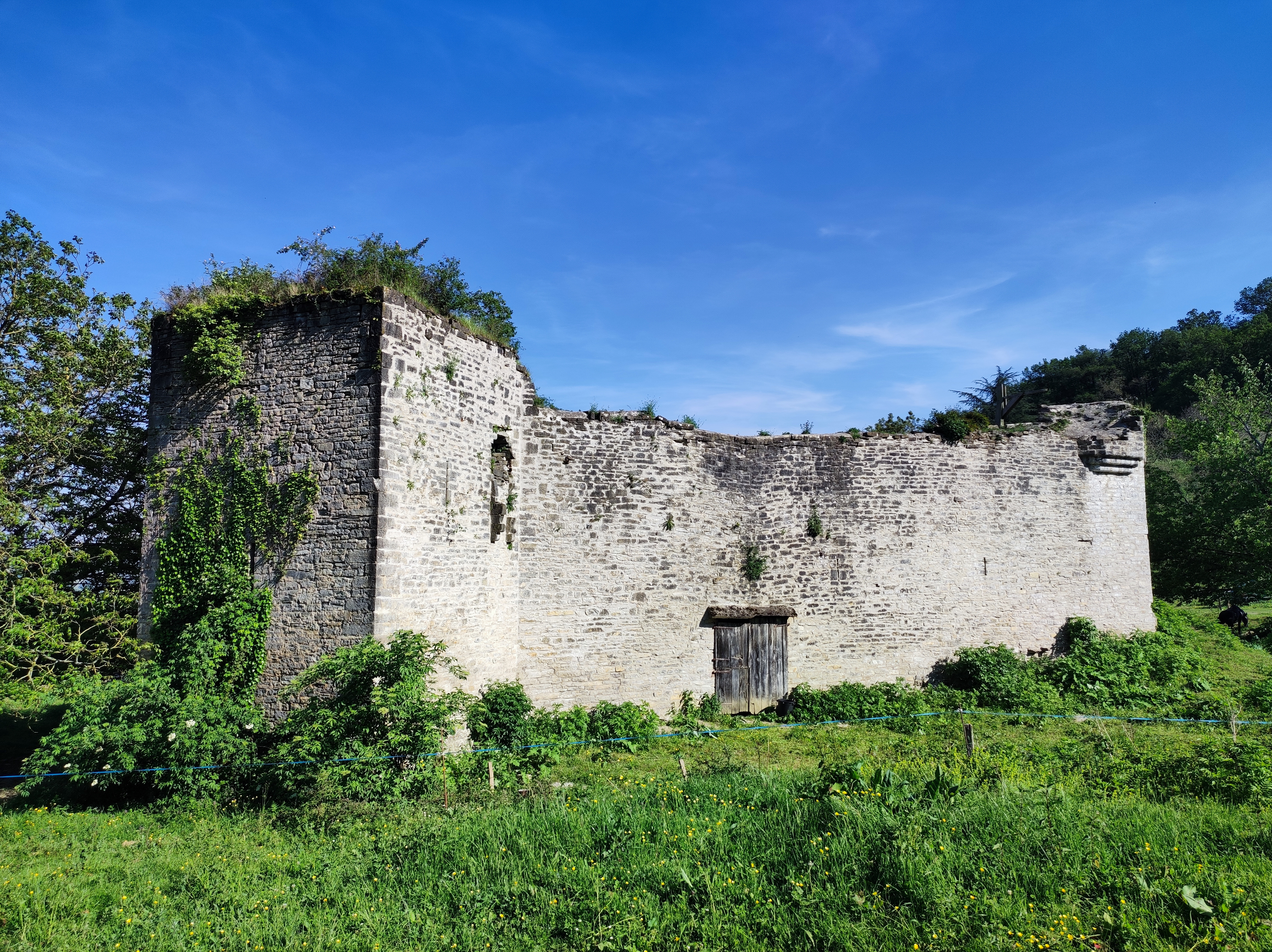
Nord-ouest : tour d'angle et vestige de l'échauguette. L'ouverture date du XIXe siècle.